# Wilbur
Wilbur és una població dels Estats Units a l'estat de Washington. Segons el cens del 2000 tenia 914 habitants.

## Demografia
Segons el cens del 2000, Wilbur tenia 914 habitants, 396 habitatges, i 266 famílies. La densitat de població era de 263,4 habitants per km².
Dels 396 habitatges en un 27% hi vivien nens de menys de 18 anys, en un 59,3% hi vivien parelles casades, en un 5,1% dones solteres, i en un 32,8% no eren unitats familiars. En el 29,5% dels habitatges hi vivien persones soles el 15,7% de les quals corresponia a persones de 65 anys o més que vivien soles. El nombre mitjà de persones vivint en cada habitatge era de 2,29 i el nombre mitjà de persones que vivien en cada família era de 2,83.
Per edats la població es repartia de la següent manera: un 23,4% tenia menys de 18 anys, un 5% entre 18 i 24, un 19,7% entre 25 i 44, un 30,3% de 45 a 60 i un 21,6% 65 anys o més.
L'edat mediana era de 46 anys. Per cada 100 dones de 18 o més anys hi havia 87,2 homes.
La renda mediana per habitatge era de 32.563 $ i la renda mediana per família de 37.431 $. Els homes tenien una renda mediana de 32.440 $ mentre que les dones 20.417 $. La renda per capita de la població era de 16.535 $. Aproximadament el 14,4% de les famílies i el 17,4% de la població estaven per davall del llindar de pobresa.

## Poblacions més properes
El següent diagrama mostra les poblacions més properes.